# (6014) Chribrenmark
(6014) Chribrenmark es un asteroide perteneciente al cinturón de asteroides, región del sistema solar que se encuentra entre las órbitas de Marte y Júpiter, más concretamente a la familia de Vesta, descubierto el 7 de agosto de 1991 por Henry E. Holt desde el Observatorio del Monte Palomar, Estados Unidos.

## Designación y nombre
Designado provisionalmente como 1991 PO10. Fue nombrado Chribrenmark en homenaje a Christopher W., Brendan J. y Mark E. Moeller, nietos del descubridor.

## Características orbitales
Chribrenmark está situado a una distancia media del Sol de 2,350 ua, pudiendo alejarse hasta 2,693 ua y acercarse hasta 2,007 ua. Su excentricidad es 0,145 y la inclinación orbital 6,431 grados. Emplea 1316,39 días en completar una órbita alrededor del Sol.

## Características físicas
La magnitud absoluta de Chribrenmark es 12,9. 